# Беломлинская, Юлия Михайловна
Ю́лия Миха́йловна Беломли́нская (род. 29 января 1960, Ленинград) — российская художница, поэтесса, писательница, публицистка, актриса и певица. 

## Биография
Дочь художника Михаила Беломлинского и писательницы Виктории Беломлинской. Внучка журналиста И. М. Анцеловича. Окончила постановочный факультет Театрального института. Работала книжным графиком, а также художницей по костюмам в театре и в кино. С 1989 по 2001 гг. жила в Америке. Работала дизайнешей тканей, а также (недолго) госпожой-садисткой в заведении «Ящик Пандоры».
В эмиграции, чтобы заработать на жизнь, начала петь. Создала моноспектакль «Бедная девушка» из городских романсов собственного сочинения. В Джерси-сити под Нью-Йорком открыла камерное издательство «Джульетта и Духи». Полностью уйдя в литературу и книжную графику, сама оформила большинство книг своего издательства. Кроме собственных сочинений издала несколько поэтических сборников поэтов: «Верпа» Алексея Хвостенко, «Второе Яблоко» Владимира Друка и др. Вместе с Хвостенко стала членом американского товарищества искусств «Первая 111».
В 2001 году вернулась в Россию и поселилась в Санкт-Петербурге. В 2000-х годах написала ряд публицистических статей для сетевого «Русского Журнала» и журнала «Петербург на Невском». Пишет картины на заказ, оформила вместе со своим отцом серию детских книг Александра Етоева про супердевочку Улю Ляпину. Выступает с концертами. Ставит спектакли. С [2004 года участница международного товарищества искусств «Осумасшедшевшие безумцы». С 2010 года — участница Союза художников России.
В 2020 году создала музыкально-драматический проект «Фёри Драфт» (Furry Draft).
Лауреат премии «Антоновка 40+» в номинациях «Поэзия» и «Проза»(2022).

## Произведения и публикации
- Бедная девушка, или Яблоко, курица, Пушкин: Роман. — СПб.: Амфора, 2002[4].
- Любовь втроём[5] / Бедная девушка, или Яблоко, курица, Пушкин. — СПб.: Ретро, 2006. — 393 с.
- Песни бедной девушки: Стихи. — М.: Запасный выход, 2006. — 128 с.
- По книжному делу: [статьи, рецензии]. — СПб. — М.: Лимбус Пресс, 2008. — 418, [1] с. — (Инстанция вкуса). (Здесь же опубл. фантастическая повесть «Мой Есенин»)

## Дискография
- 2001 Альбом «Бедная девушка». Несколько песен были перепеты Ольгой Арефьевой в «Крутится-вертится»

## Работа в театре и кино
- 1987 — к/ф «Перемена участи» (реж. Кира Муратова) (СССР) — художница по костюмам.
- 1989 — к/ф «Биндюжник и Король» (реж. Владимир Алеников) (СССР) — художница по костюмам.
- 1989 — балет «Дюймовочка» (реж. Георгий Ковтун) (СССР) — художница по костюмам.
- 1989 — к/ф «Астенический синдром» (реж. Кира Муратова) (СССР) — эпизодическая роль — голая женщина в шляпе, с розами.
- 1991 — к/ф «Неудачник» (реж. Эрик Берк) (США) — русский мудрец.
- 2004 — моноспектакль «Питерские сироты» — режиссёр.
- 2005 — моноспектакль «Джульетта и Духи» — режиссёр, автор и исполнитель.